# Битва при Бенбёрне
Битва при Бенбёрне — сражение, которое произошло 5 июня 1646 года во время войны с Ирландской Конфедерацией (1641—1648). В этом сражении войска ирландской конфедерации под командованием Оуэна О’Нила разгромили шотландскую армию во главе с Робертом Монро. Битва окончательно развеяла планы шотландцев по усилению влияния в Ирландии.

## Предпосылки
В 1642 году шотландцы с целью защитить шотландское населения Ирландии захватывают Ольстер, однако истинные планы шотландской армии были другими. Шотландия пыталась полностью покорить Ирландию, намереваясь распространить там протестантскую веру. К 1643 году англо-шотландские войска завоевали большую часть территорий северного Ольстера, но не смогли покорить Южную Ирландию.
Обе стороны совершали жестокие набеги друг на друга, убивая большое количество мирных жителей.
В 1646 году англо-шотландские силы в 6000 человек предприняли ещё одну попытку покорить южноирландские земли.

## Битва
Шотландский генерал Монро знал, что ирландцы не будут сражаться в пограничных областях. Поэтому он прошёл во главе своей армии расстояние в 25 км вглубь районов, находящиеся в руках О’Нила, намереваясь атаковать его недалеко от города Бенбёрн (сейчас город относится к графству Тайрон). Во время марша шотландские солдаты потеряли большое количество убитых, в основном от налётов ирландцев. К началу сражения шотландская армия располагалась вблизи реки Блэкуотер. Позиции ирландцев находились на небольшой возвышенности.
Битва началась с артиллерийских обстрелов со стороны ирландцев, которые не нанесли шотландской армии серьёзного урона. Затем последовало столкновение шотландской кавалерии и ирландской пехоты. Бой закончился неудачно для шотландцев. После этого столкновения ирландцы перешли в атаку, атаковав вражеские позиции. Шотландское войско начало беспорядочно отступать. Во время боя погибло от 2000 до 3000 шотландцев, некоторые из них утонули, пытаясь спастись от противника, переправившись через реку. Ирландцы потеряли всего 300 человек.
После битвы Шотландия больше не представляла для ирландцев серьёзной угрозы.